# یوکی یامامورا
یوکی یامامورا (ژاپنی: 山村 佑樹؛ زادهٔ ۱ اوت ۱۹۹۰) یک بازیکن فوتبال اهل ژاپن است.
از باشگاه‌هایی که در آن بازی کرده‌است می‌توان به باشگاه فوتبال میتو هولیهوک اشاره کرد.